# Мала Рача
Мала́ Ра́ча — село в Україні, у Житомирському районі Житомирської області. Входить до складу Радомишльської міської громади. Це мальовниче українське село розташоване на берегах річки Глухівки лівої притоки Тетерева за 6 км на північний схід від Радомишля, на роздоріжжі шляхів, котрі ведуть з Радомишля до Малина та до Ірши. Неподалік від західної околиці Малої Рачі в долині Глухівки розташований географічний центр сучасного Радомишльського району.
Сусідні села — Лутівка (3 км), Велика Рача (4 км), Заболоть (5 км), Краснобірка (5 км), Філонівка (5 км), Чудин (5 км), Глухів-Другий (6 км).

## Походження назви
Назва села походить від Рачого болота (у ньому за переказами водилося багато раків), яке лежало в давнину між Малою Рачею і Заболотям. Ці місця заболочені й донині, тут поширені торфовища, де місцеві мешканці здавна видобували торф, який використовували для побутового палива. Відтак назва Мала Рача означає, що село це розташоване ближче до Рачого болота, аніж сусідня Велика (тобто далека) Рача. Між тим у грамоті князя Андрія Боголюбського 1159 р. про дарування Мичська (Микгорода) і навколишніх земель Київському Печерському монастирю належними до нього вказано «сільця, які лежать по річечці Рачці» (вочевидь, це первісна назва Глухівки, що протікала через Раче болото).

## Історія
Перші писемні згадки про Малу Рачу зустрічаються в документах XVII століття, коли село входило до маєтностей Києво-Печерської лаври. У 1618 році повсталі селяни з належних до Радомисля сіл приєдналися до козацьких загонів і напали на маєтності магната Остафія Стрибеля. Серед повсталих згадано жителя села Гончаренка.
За козацької доби Мала Рача неодноразово ставала об'єктом розбійних дій польських хоругов. У 1636 році село пограбували війська королівського ротмістра Л.Олізара, притягнутого за це до суду. Десятиріччям по тому наругу над малорачанами вчинила хоругва шляхтича коронного С.Лаща, що завдала селу збитків, оцінених у 100 злотих.
У XVII—XVIII ст. за польськими конституціями Мала Рача була власністю греко-католицької церкви. В переліку маєтностей, відібраних від Печерського монастиря єпископом уніатським Й.Шумлянським за королівським привілеєм 1682 року, названо й Малу Рачу, у якій обліковано млин з одним жорном і 105 дворів.
У XVIII столітті Мала Рача належала до митрополичих маєтностей греко-католицької церкви, резиденція якої розташовувалась у Радомислі.
В документах уніатської митрополії під 1779 р. згадується малорацьке церковне братство при кафедральній Радомисльській Свято-Троїцькій церкві, провізорами якого були Р.Гальченко і Г.Кириленко. Братством було започатковано традицію влаштовувати на день Святого Іоанна «канун» — як тепер кажуть, «мед». Звичаю відзначати сільське храмове свято на Іоанна Богослова (9 жовтня) у селі тримаються донині.
Під час єврейської колонізації краю у другій половині XVIII ст. в Малій Рачі оселилась єврейська родина, що тримала в селі корчму. За переписами євреїв Житомирського повіту Київського воєводства у 1765 р. їх тут нараховувалось 5 душ, у 1778 — 7, у 1791 — 8.
Після ліквідації в Радомислі уніатської митрополичої кафедри царським указом від 1796 р. фільварок уніатського митрополита, до якого входила Мала Рача, був дарований генералу А.Злотницькому. Згодом частину маєтку придбали поміщики Вержбицькі. Мала Рача увійшла до Чудинського ключа цього маєтку, який належав Варварі Вержбицькій, Припускається, що уродженцем села був герой Франко-російської війни 1812 р. Іван Гальченко.
У середині XIX ст. в селі нараховувалося 400 жителів (з них 202 — чоловічої статі), приписаних до Чудинського православного приходу.
В 1865 р. в Малій Рачі, що входила до Кичкирівської волості Радомисльського повіту, обліковувалося 509 жителів.
Станом на 1887 рік в Малій Рачі проживало 688 селян. 230 з них після реформи 1861 р. мали в користуванні земельні наділи загальною площею в 900 десятин, сплачуючи за них 996 руб. 11 коп. на рік. Поміщикові Карлу Вербицькому тут належало 2041 дес., зокрема 380 — ріллі, 1379 — лісу, 282 — неугідь. Свої землі Вербицький поступово розпродував, і в кінці ХІХ ст. його землеволодіння становили вже 1751 дес. Приміром, ліс на одній з ділянок на Зарічці у бік Заболотя, він реалізував на лісоматеріал, а вивільнені ґрунти продав 12 селянам, що розбудувалися й обжилися там, утворивши хутір, названий Третім Глуховом.
У 1900 р. в селі мешкало 896 жителів (426 чоловіків і 470 жінок), нараховувалось 160 дворів. Була тут школа грамоти, дві кузні. У «магазині» зернових запасів зберігалося 214 чвертей озимого і 107 чт. ярового зерна. Пожежний обоз складався з 6 бочок, 2 багрів і 2 відер.
З-поміж 3151 десятини землі, що обліковувалась за Малою Рачею, 1251 дес. належала селянам, 1900 — поміщикам. Господарювали на них землевласники за тодішньою сучасною трипільною системою землеробства.
На ту пору село стало власністю Романа Вержбицького, якого за крутий норов і дивацтва називали в народі «дурним паном», проте старожили водночас наводили чимало прикладів його справедливого і турботливого ставлення до своїх селян. Панський маєток містився на місці сучасного тракторного стану і фермських будівель. На подвір'ї було насипано високого горба з оглядовим майданчиком нагорі, звідкіля поміщик спостерігав за усіма своїми маєтностями. Мав він у селі два водяні млини на два постави.
Станом на 1913 рік серед малорацьких землевласників значилися Марія Казимирівна Вержбицька (270 дес.), а також радомисльський міський голова Феодосій Гринцевич.
У 1914 році в Малій Рачі було збудовано церкву в ім'я Іоанна Богослова, у якій правив чудинський священик Віктор Гороновський. За розповідями старожилів, у грудні 1943 р. під час запеклих боїв церква була зруйнована вогнем радянської артилерії, оскільки у ній розташувалась вогнева позиція гітлерівців. Згодом на цьому місці біля автошляху встановили хрест-каплицю. Нині малорачани власним коштом споруджують там новий храм.
У пору українських визвольних змагань житель села Іван Глущенко організував повстанський загін, до якого входило чимало його односельців. Формування це підпорядковувалося повітовому повстанкому, очолюваному Ю. Мордалевичем.
1922 р. в селі утворилась сільська рада. За переписом 1926 р. в Малій Рачі з приписаним до села хутором Глуховом–Третім налічувалося 329 дворів з 1293 жителями.
В селі працювала початкова школа. У 1930 р. для неї було збудоване нове приміщення, і потім школа стала семирічною (згодом — восьмирічною). В різні роки цей навчальний заклад очолювали М.Товстенко, Д.Миколаєнко, В.Руденко, М.Лісовський, В.Вареник, П.Герасимчук та ін. 
У період колективізації в Малій Рачі було утворено два колгоспи: ім. Молотова та «Нове життя». У 1974 р. на честь перших колгоспних механізаторів було встановлено пам'ятний знак.
У голодні 1932-33 рр. малорацький колгосп «Нове життя» був занесений на «чорну дошку».
Одноосібників і доладніх господарів влада піддала переслідуванням та репресіям. До переліку «ворогів народу» потрапили Яків Борецький, Дмитро Василенко, Гаврило і Михайло Гальченки, Василь Гонтаренко, Ничипір і Олексій Дудки, Дмитро Коваленко, Степан Корольчук, Адам Литвиненко, Іван Мазуренко, Іван Мартиненко, Іван, Ілля та Микола Марченки, Степан Новиченко, Федір Ольховий та інші.
За зведеннями НКВС у 1936—1937 рр. в селі було розкрито заборонену релігійну секту баптистів, учасників якої заарештували і засудили до розстрілу.
10 липня 1941 р. Мала Рача була окупована нацистськими загарбниками.
П'ятьох жителів села в пору окупації було закатовано і розстріляно окупантами, 44 вивезено на роботи до Німеччини.
Вперше село було визволено 10 листопада 1943 р. Проте внаслідок контрнаступу, який вчинили нацистські війська, 18 листопада вони знову заволоділи Малою Рачею. Важкі бої точилися під селом 8-20 грудня. Тут мужньо стримував наступ ворога 865-й полк 271-ї стрілецької дивізії, який потрапив в оточення і втратив половину особового складу, але вистояв і втримав позиції.
Остаточно вигнали окупантів 24 грудня 1943 р.
У братській могилі поховано полеглих тут 410 воїнів 7-ї гвардійської, 132-ї, 202-ї, 271-ї, 316-ї стрілецьких дивізій, 93-ї танкової бригади. Сюди також перенесли останки загиблих воїнів з сільського кладовища та з одиночних невідомих поховань. Прізвища 324-х загиблих відомі, їх викарбувано на меморіальних плитах біля пам'ятника, встановленого тут у 1949 р.
За розповідями селян, навколо села залишилися безіменні поховання загиблих в оборонних боях 1941 року.
Меморіальний знак встановлено у центрі села в пам'ять про загиблих у Другій світовій війні односельців. Уродженець Малої Рачі Петро Бондаренко посмертно удостоєний звання Героя Радянського Союзу, на його честь 1987 р. в селі відкрито пам'ятник.
За період окупації та внаслідок бойових дій згоріло і поруйновано 139 житлових будинків, 9 господарських будівель, до Німеччини було вивезено 152 голови ВРХ і 66 телят, 105 свиней, 59 коней, 16 волів, 71 тонну зерна.
За антирадянську агітацію під час нацистської окупації був репресований Федір Опанасенко (реабілітований у 1994 р.).
На початку 1945 року в селі нараховувалося 310 селянських дворів і 940 жителів.
У 1950 р. колгоспи Малої Рачі об'єдналися в один — ім. Ворошилова (1957 р. його перейменовано на «Ленінський шлях»). Очолював господарство Олександр Коритний.
У 1960 р. малорацьке господарство увійшло на правах бригади до укрупненого колгоспу «За комунізм» з центральною садибою у Великій Рачі (потім колгосп і селекційний центр «Росія», затим — «Україна»). Сільраду в селі було ліквідовано з підпорядкуванням Малої Рачі Великорацькій сільській раді.
У 1955 році за кошти колгоспу в селі збудували дитячі ясла, 1965 р. — новий шкільний чотирикласний навчальний корпус, 1967 р. — клуб, 1970 р. — шкільну їдальню.
За трудові досягнення доярки Галина Духніч і Валентина Духніч нагороджені орденами Трудової Слави.
У 1978 р. в Малій Рачі почав працювати Радомишльський льонопереробний завод. Підприємство збудувало в селі кілька багатоквартирних будинків, дитячий садок, магазин, встановило АТС.
У той час в селі діяли неповна середня школа, фельдшерсько-акушерський пункт, магазин Вишевицького ССТ.
Нині на малорацьких землях господарюють сільгосптовариства «Благодійний Союз», «Рачанське» та інші, котрі орендують земельні паї малорачан.
Уродженцями села є доктор технічних наук, професор Степан Войтенко, учений-геолог, директор Київського
НДІ геологорозвідки Василь Коваленко.
За переписом 1989 р. в Малій Рачі мешкало 1053 жителі (481 чоловік, 572 жінки), за переписом 2000 р. — 980.
Станом на 2015 р. в селі нараховується 823 мешканці.